# دراوا ۱۳۱۲۲
سیارک ۱۳۱۲۲ (به انگلیسی: 13122 Drava، نامگذاری:1994CV9) سیزده هزار و صد و بیست و دومین سیارک کشف شده‌است که در ۷ فوریه ۱۹۹۴ کشف شد.
قدر مطلق سیارک برابر ۱۴٫۸۰ است.